# Carmen Tessier
Pour les articles homonymes, voir Tessier.
Carmen Tessier, née le 24 juin 1911 à Allaines (Eure-et-Loir) et morte le 31 juillet 1980 à Neuilly-sur-Seine, est une journaliste française.

## Biographie
Fille d'Arthur Émile  Tessier, cafetier au hameau de Villermon, commune d'Allaines, et de Stéphanie Argentine Arrondeau, Carmen Clotilde Julienne Tessier est vendeuse dans une quincaillerie lorsqu'à 21 ans elle tente sa chance à un concours de speakerine à la radio et, choisie par le jury, est embauchée au Poste parisien où elle commence par donner les cours de la Bourse. Elle intègre ensuite l'équipe du Journal Parlé de Maurice Bourdet où elle est chargée de la rubrique judiciaire. Elle s'y fait remarquer par son sens de l'anecdote.
Pendant l'Occupation elle travaille à Paris-Soir, journal devenu collaborationniste. Après la Libération, sa carte de presse lui est retirée. Elle raconte au journaliste Jean-Claude Lamy : « Grâce à l'intervention de Pierre Lazareff, j'ai pu comparaître une nouvelle fois devant le comité qui décidait de l'attribution de la carte. Le magistrat qui présidait m'a déclaré avec hauteur : "Alors, madame, qu'avez-vous fait pendant la guerre ? - Monsieur le président, vous le savez aussi bien que moi : j'ai rendu compte des procès que vous avez jugés !". Ça a été fini. En foi de quoi, j'ai eu la carte de presse n° 750 ».
Elle devient ainsi journaliste à France-Soir, embauchée par son amant Pierre Lazareff. Relatant des rumeurs concernant des personnalités et des vedettes, elle y tient la rubrique « Les potins de la commère ». Elle publie plusieurs ouvrages, comprenant les recueils de ses échos, dont la Bibliothèque rosse, Histoires de Marie-Chantal et La Commère en dit plus.
En 1956, Romain Gary obtient le prix Goncourt pour Les Racines du ciel. Carmen Tessier l'égratigne dans sa chronique, y expliquant que l'écrivain ayant vécu à l'étranger, il maîtrise mal le français. Elle suggère qu'Albert Camus et Jacques Lemarchand ont écrit son livre à sa place. Albert Camus se fend alors d'une lettre à Charles Gombault, co-directeur de France-Soir, lequel déclare, après avoir lu la missive : « C'est bon, on ne parlera de Camus dans ce journal que pour annoncer sa mort ».
Philippe Bouvard la remplace à cette rubrique en 1973.
Souffrant d'une dépression nerveuse, elle se suicide en 1980, en se jetant du 9e étage d'une résidence pour personnes âgées à Neuilly-sur-Seine, où elle vivait avec son mari.

### Vie privée
Le 13 mars 1961, Carmen Tessier se marie à Peynier (Bouches-du-Rhône) au préfet de police André Dubois, connu pour avoir proscrit l'usage des avertisseurs et devenu ensuite administrateur de Paris Match. Ils forment ensemble « un couple bien parisien ».
Elle fut longtemps la maîtresse du patron de presse Pierre Lazareff.

## Décoration
- Chevalier de la Légion d'honneur[5]